# Sabakale
Sabakale (ou Samakale) est une localité du Cameroun située dans le département du Logone-et-Chari et la Région de l'Extrême-Nord, au sud du lac Tchad, à la frontière avec le Tchad. Elle fait partie de la commune de Logone-Birni et du canton de El Birké. On distingue parfois Sabakale I et Sabakale II, ou Sabakale Arabe et Sabakale Sara.

## Population
Lors du recensement de 2005, 153 personnes ont été dénombrées à Sabakale Arabe et 39 à Sabakale Sara. 